# Antonio Rebollo
Antonio Rebollo Liñán, né le 19 juin 1955 à Madrid, est un archer handisport espagnol.
Il allume la vasque olympique lors de la cérémonie d'ouverture aux Jeux olympiques d'été de 1992 de Barcelone en tirant une flèche embrasée au dessus de la foule.
Il dispute les Jeux paralympiques en 1984, 1988 et 1992, remportant l'argent en tir double FITA en 1984, le bronze en tir double FITA en 1988 et l'argent par équipes en 1992.